# Família Lídia
A família Lídia é uma pequena família de asteroides localizados no cinturão principal. A família foi nomeada devido ao primeiro asteroide que foi classificado neste grupo, o 110 Lídia.

## Os maiores membros desta família
| Nome      | Diâmetro   | Semieixo maior | Inclinação orbital | Excentricidade orbital | Ano da descoberta |
| --------- | ---------- | -------------- | ------------------ | ---------------------- | ----------------- |
| 110 Lídia | 86,09 km   | 2,733 UA       | 5,974 °            | 0,078                  | 1870              |
| 363 Padua | 35 - 75 km | 2,747 UA       | 5,951 °            | 0,073                  | 1893              |